# Croix pectorale
 (juin 2009).
Si vous disposez d'ouvrages ou d'articles de référence ou si vous connaissez des sites web de qualité traitant du thème abordé ici, merci de compléter l'article en donnant les références utiles à sa vérifiabilité et en les liant à la section « Notes et références ».

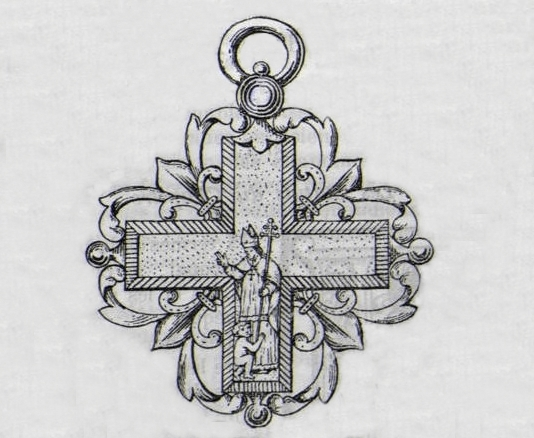
Gravure du début du XVIIIe siècle représentant la croix pectorale des premiers chanoines de Saint-Claude de 1742 à 1750.

La croix pectorale (du latin « pectus », « poitrine ») est un pectoral religieux en forme de croix que portent les évêques. Suspendue sur la poitrine par une chainette ou une corde passée autour du cou, elle est généralement faite de métal précieux.

## Histoire
À la suite de sa nomination au pontificat, le pape François choisit de conserver la croix pectorale déjà portée lorsque archevêque de Buenos Aires et affirme « Sans la croix, nous ne sommes pas les disciples du Seigneur ».
Lors de fouilles archéologiques en Écosse en 2014, une croix pectorale viking datant du Xe   ou   XIe siècle est découverte (parmi d'autres objets).
En 2019, le cardinal Michael Czerny arbore une croix pectorale en bois récupéré d'une embarcation de migrants de Lampedusa.

## Utilisation

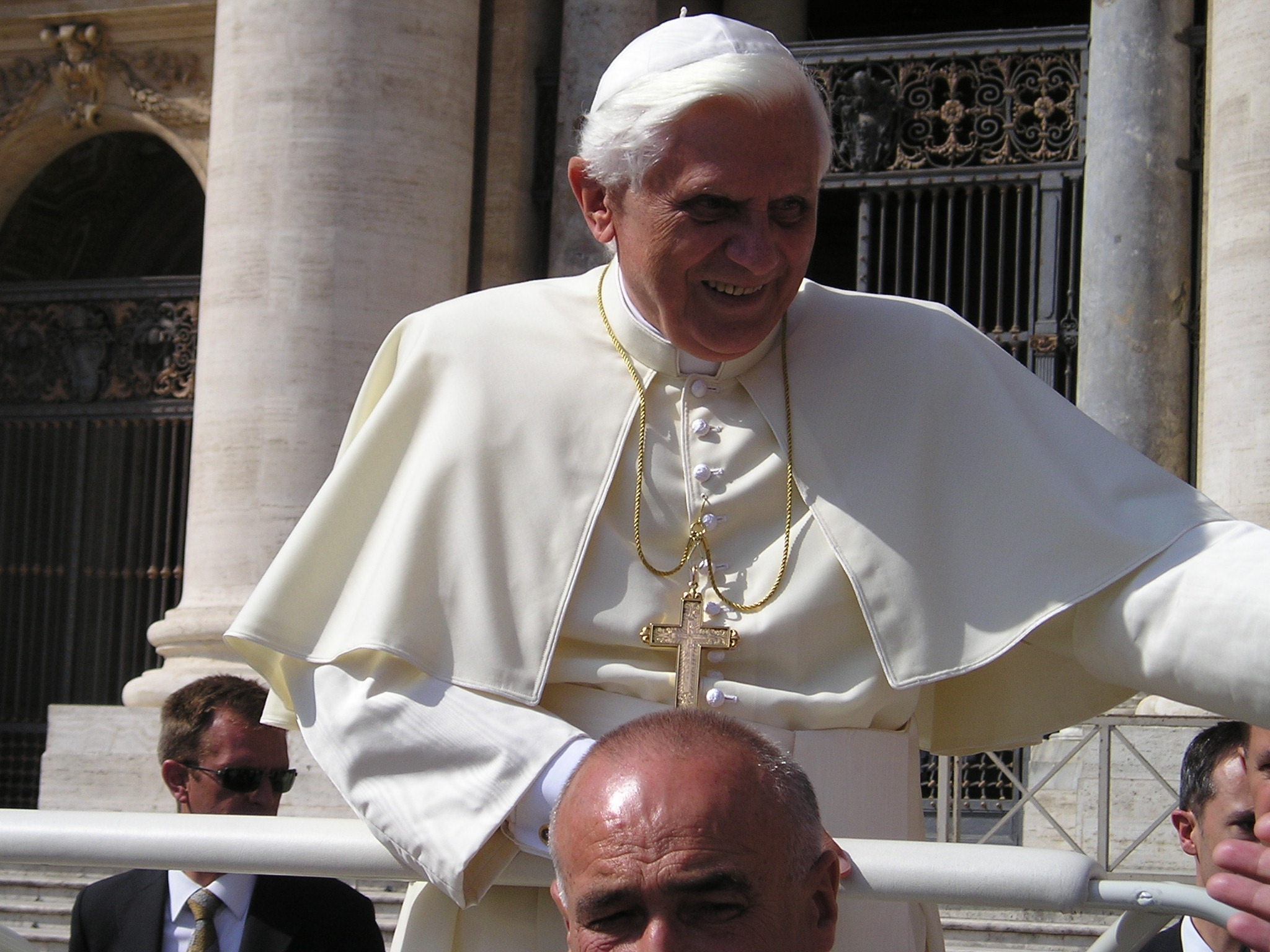
Le pape Benoît XVI portant la croix pectorale en habit de ville.

La croix pectorale est portée sur la poitrine par les évêques, les cardinaux, certains prélats et les abbés. À la messe, elle doit être portée sous la chasuble. 
Cette rubrique est cependant peu respectée. Certains évêques, en France, en Suisse et même en Italie, la placent par-dessus. À Saint-Pierre de Rome, lors de concélébrations solennelles, il arrive que le pape soit entouré d'assistants portant la croix pectorale sur la chasuble ou le surplis.
La croix pectorale peut être passée de deux manières différentes. En dehors des célébrations, il est d'usage que l'évêque la porte passée sur une chaine de métal. Lors des célébrations, la croix pectorale est passée sur un cordon dont la couleur indique le grade de l'évêque qui la porte. Les couleurs les plus fréquentes sont :
- Le Vert et or pour les évêques
- Portrait de Mgr Billiard portant la Croix Pectorale.Le Rouge et or pour les cardinaux
- L'Or pour le Pape

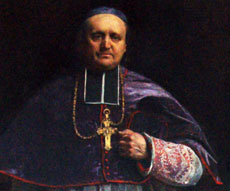
Portrait de Mgr Billiard portant la Croix Pectorale.

Les anciennes croix pectorales sont parfois creuses, et contiennent des reliques. 

## Vols
Liste des vols de croix pectorales :
- Juin 1991 : la croix pectorale de l'évêque de Camden Henry Guifoyle est dérobée sur son corps exposé dans une cathédrale pendant ses funérailles[4].
- Octobre 2012 : la croix pectorale de Charles Le Goux de La Berchère est dérobée dans sa tombe[5].
- Septembre 2014 : la croix pectorale de l'archevêque Orani João Tempesta est dérobée puis abandonnée par l'auteur du larcin[6].
- Octobre 2015 : la croix pectorale de l'évêque de l'État de Lincoln (Nebraska) est dérobée à son domicile, puis retournée à son propriétaire quelques semaines plus tard par l'auteur du vol[7].
- Septembre 2016 : la croix pectorale de Bernard de Montgaillard est dérobée à Orval[8].
- 19 juin 2023 : une croix pectorale du pape Benoît XVI est volée en Bavière[9].